# Didier Casten
Didier Casten, né Didier Castenholz, le 23 août 1966 à Liège, est un dessinateur de bande dessinée et illustrateur belge.

## Biographie
Didier Castenholz naît le 23 août 1966 à Liège,. Il indique qu'il était mauvais en dessin mais que grâce à sa famille, il peut fréquenter les foires de bande dessinée et il commence à créer ses personnages et à caricaturer ses professeurs pour faire rire ses condisciples. Il étudie l'illustration et la bande dessinée à l'École supérieure des arts Saint-Luc de Liège de 1985 à 1988. Il y rencontre ses collègues auteurs Paul Burton, Benoît Feroumont et Denis Maghin, et il suit les cours du caricaturiste Jean-Yves Stanicel notamment. Mais c'est grâce à Pierre Seron qu'il entre dans le domaine de la bande dessinée. Il publie ses premiers travaux dans le fanzine de bande dessinée liégeois Saucysson Magazine en 1987 et il adopte le pseudonyme Didier Casten. Il apprend également le métier avec Arthur Piroton dont il reste assez proche de sa famille. Avec le scénariste François Gilson, il publie José le Balayeur dans Jet, une publication des éditions Le Lombard,.

### Avec François Walthéry
À partir de 1988, Casten travaille avec François Walthéry sur Le Vieux Bleu. Ils réalisent ensemble la partie graphique de l'adaptation pédagogique de la Convention relative aux droits de l'enfant intitulée La Convention des droits de l'enfant sur un scénario de Robert Gilliquet publié aux éditions Le Lombard en 1993. Il contribue sporadiquement à Spirou par l'illustration de rubriques rédactionnelles telles Docteur Spip de 1989 à 1990. Il collabore également au film d'animation Le Chameau blanc. Casten réalise des travaux d'illustration pour Marsu Productions avec des personnages comme Gaston Lagaffe et Le Marsupilami. En 1995, il travaille à nouveau avec Walthéry, cette fois sur l'album Tchantchès, gamin des rues autour du personnage folklorique liégeois Tchantchès, scénarisé par Michel Dusart et publié par Noir Dessin Production. Les albums à peine diffusés en librairie sont saisis sur ordre du juge d'instruction de Liège à la suite de la polémique judiciaire entre les éditeurs Noir Dessin et Khani. Il reçoit pour cet ouvrage le prix du public au Festival international de la bande dessinée de Durbuy qu'il partage avec François Walthéry deux mois plus tard,. Pour cette série humoristique, il réalise encore Apprenez le wallon avec le Petit Tchantchès avec le même scénariste en 2010 et Tchantchès a disparu sur un scénario d'Adalem en 2016 chez le même éditeur.
Il est l'auteur de Les Tribulations de Pol pour Info Revue, un magazine de la police intégrée.
En outre, Casten rend un hommage graphique à François Walthéry dans le livre d'hommage collectif Natacha - Spécial 20e anniversaire - Nostalgia (Marsu Productions, 1990), qui célèbre les 20 ans de la série Natacha de Walthéry. Il contribue également à Tchantchès (Khani, 1988), au deuxième tome des Aventures de Spaghetti et Zambono : Zigs-gags (Planète BD, 1993) et Putinkon, le retour (P & T Production, 1994). Il rend également hommage à Paul Deliège dans le Spirou no 3057 du 13 novembre 1996 à l'occasion de sa mise à la retraite ainsi que dans Hommage à Paul Deliège - Olne autrefois en 1997.

### Dans la police
Après avoir été vendeur de fers à repasser et professeur en cours du soir, il effectue son service militaire. Puis, il entre à la gendarmerie. Il passe 14 ans dans la zone de police de Grâce-Hollogne avant de rejoindre en 2010 celle de Liège.
En 2014, l'inspecteur principal au service d’intervention Didier Castenholz expose ses œuvres aux côtés de ses collègues à l’Espace Légia à Liège. Il participe également à l'exposition conjointe avec François Walthéry lors du 32e village de Noël à Liège ainsi qu'à Liège, Noël et la BD dans la même enceinte en 2023.
En 2020, il est premier inspecteur principal à la zone de police Ans/Saint Nicolas, et il donne une conférence sur la tuerie de Liège où il fut acteur bien malgré lui.

### Illustrateur
Comme illustrateur, on lui doit l'ouvrage Aphorismes : manie d'avoir toujours raison écrit par Luc Nefontaine publié par Academia-L'Harmattan en 2017 et qu'il signe de son nom. 
Il est par ailleurs collectionneur de dessins originaux.

## Œuvres

### Albums de bande dessinée

#### La Convention des droits de l'enfant
- La Convention des droits de l'enfant[8], Le Lombard, Bruxelles, septembre 1993
Scénario : Robert Gilliquet - Dessin : François Walthéry, Didier Casten - Couleurs : Georges Van Linthout -  (ISBN 2-8036-1063-9)

#### Tchantchès
- Tchantchès, gamin des rues, Noir Dessin Production, Grivegnée, 1995
Scénario : Michel Dusart - Dessin : Didier Casten - Couleurs : Georges Van Linthout -  (ISBN 2873510145),Storyboard de François Walthéry. Traduit en wallon liégeois sous le titre Avà les voyes et en néerlandais Tchantchès een straatjongen publié par Wonderland Productions.
- Apprenez le wallon avec le Petit Tchantchès[13], Noir Dessin Production, coll. « Les classiques de la BD belge », Grivegnée, 1 novembre 2010
Scénario : Michel Dusart - Dessin : Didier Casten - Couleurs : Georges Van Linthout -  (ISBN 978-2-87351-231-6)Couverture de François Walthéry.
- Tchantchès a disparu, Noir Dessin Production, coll. « Les aventures d'Andy et Lulu en Wallonie », Grivegnée, décembre 2016
Scénario : Adalem - Dessin : Didier Casten - Couleurs : Stibane -  (ISBN 978-2-87351-326-9),Couverture de François Walthéry. Format à l'italienne

### Journaux et revues
- José le balayeur[20],[7], (3 gags), Scénario : François Gilson, dans Jet no 6, Éditions du Lombard en juin 1990  (ISBN 2-8036-0818-9)
- La Foire aux marionnettes, Noir Dessin/La Meuse, décembre 1994
Scénario : Michel Dusart - Dessin : Didier Casten - Couleurs : quadrichromieConte de Noël en prépublication. Supplément détachable du journal La Meuse.

### Collectifs
- Tchantchès, Khani, Saive, 1988
Scénario : Michel Dusart et Jean Jour - Dessin : François Walthéry - Couleurs : Vittorio Leonardo -  (ISBN 2-907159-02-X),Décors : Francis et Laudec. Avec la participation de Bernard Graillet, Kris De Saeger, Marc Hardy, Didier Casten et Étienne Borgers. Album traduit en wallon liégeois par Jeanne Houbart-Houge et en néerlandais.
- Natacha - Spécial 20e anniversaire - Nostalgia, Marsu Productions, Monaco, février 1990
Scénario : collectif - Dessin : collectif dont Didier Casten - Couleurs : quadrichromie -  (ISBN 2-907159-04-6),Participation : Hommage à Walthéry.
- 2. Les Aventures de Spaghetti et Zambono - Zigs-gags, Planète BD, coll. « Forum », 1993
Scénario : Mostef - Dessin : collectif dont Didier Casten - Couleurs : quadrichromie -  (ISBN 2-909844-02-1)
- Putinkon, le retour[21], P & T Production, 1994
Scénario : Éric Thomas - Dessin : collectif dont Didier Casten - Couleurs : collectif -  (ISBN 2-87265-033-4)
- Hommage à Paul Deliège - Olne autrefois[22], Thierry Colin, Olne, juin 1997
Scénario : collectif - Dessin : collectif dont Casten - Couleurs : noir et blanc,Tirage à 150 exemplaires numérotés et signés.
- Vesparadise, BD Lire Éditions, février 2014
Scénario : collectif - Dessin : collectif dont Didier Casten - Couleurs : quadrichromieTirage limité à 300 ex.

### Para-BD
À l'occasion, Didier Casten réalise des portfolios dont celui en hommage aux Krostons de Paul Deliège et ex-libris.

### Illustration
- Luc Nefontaine et Didier Castenholz (ill), Aphorismes : manie d'avoir toujours raison, Louvain-la-Neuve, Academia-L'Harmattan, 2017, 60 p., ill. ; 22 cm (ISBN 978-2-8061-0369-7, présentation en ligne)

## Prix
- 1995 : Prix du Public du Festival international de la bande dessinée de Durbuy pour Tchantchès, gamin des rues partagé avec François Walthéry[11],[12].

#### Livres
: document utilisé comme source pour la rédaction de cet article.
- Jean-Louis Lechat, Un demi-siècle d’aventures t. 2 : 1970 - 1996, Bruxelles, Le Lombard, 5 décembre 1996, 224 p., ill. ; 31 cm (ISBN 280361233X, OCLC 37995939, BNF 37539082, présentation en ligne), p. 178. .
- Jean Pirotte (dir.) et Luc Courtois, Du régional à l'universel. : L'imaginaire wallon dans la bande dessinée., Louvain-la-Neuve, Fondation wallonne Pierre-Marie et Jean-François Humblet, 1999, 310 p. (ISBN 978-2-9600072-3-7 et 2960007239, OCLC 1075833932), p. 209 lire sur Google Livres
- Jacques Fiérain, « Castenholz, Didier », dans La BD dans les provinces de Liège, Namur et Luxembourg, Charleroi, Éd. l'Âge d'or, 2004, 112 p., ill. ; 31 cm (ISBN 9782960019698, OCLC 470388297, présentation en ligne), p. 18.
- Philippe Mellot, Michel Denni, Laurent Turpin et Isabelle Morzadec, Trésors de la bande dessinée : BDM 2021-2022 - Catalogue encyclopédique et Argus, Paris, Les Arènes, novembre 2020, 1700 p., ill. ; 23 cm (ISBN 9791037502582, OCLC 1240308146), p. 330, 1236. .

#### Périodiques
- « D. Casten », Jet, Le Lombard, no 6,‎ juin-juillet-août 1990, p. 38 (ISBN 2-8036-0818-9, ISSN 1146-2728).

### Podcasts
- Émission numéro 71 Didier Casten - Marc-Renier Warnauts émission Eclectrique présentée par Romain Pierre Giergen, sur 48FM via Mixcloud, circa 2017, (1 h 33 min 5 s).